# Nephanes titan
Nephanes titan ist ein Käfer aus der Familie der Zwergkäfer (Ptiliidae). 

## Merkmale
Die Käfer erreichen eine Körperlänge von 0,55 bis 0,65 Millimetern. Ihr Körper ist leicht gewölbt und hat parallele Seiten. Er ist schwach glänzend dunkelbraun gefärbt, sehr fein behaart und ist überall dicht und merklich punktförmig strukturiert sowie am Grunde chagriniert. Die Deckflügel haben am Hinterrand einen schmalen gelblichen Saum. Die Fühler sind braun, die ersten beiden Glieder sind rot. Die Beine sind bräunlichgelb. 

## Vorkommen und Lebensweise
Die Art kommt in fast ganz Europa, auch auf Madeira und den Kanaren vor. Sie fehlt auf der Balkanhalbinsel und ist nicht in Spanien und den Niederlanden nachgewiesen. Die Art ist in Mitteleuropa überall verbreitet und nicht selten. Die Tiere leben in verrottendem Pflanzenmaterial, Kompost, Mist und getrocknetem Kuh- und Pferdedung.